# Riddarhuset för Pommern och Rügen

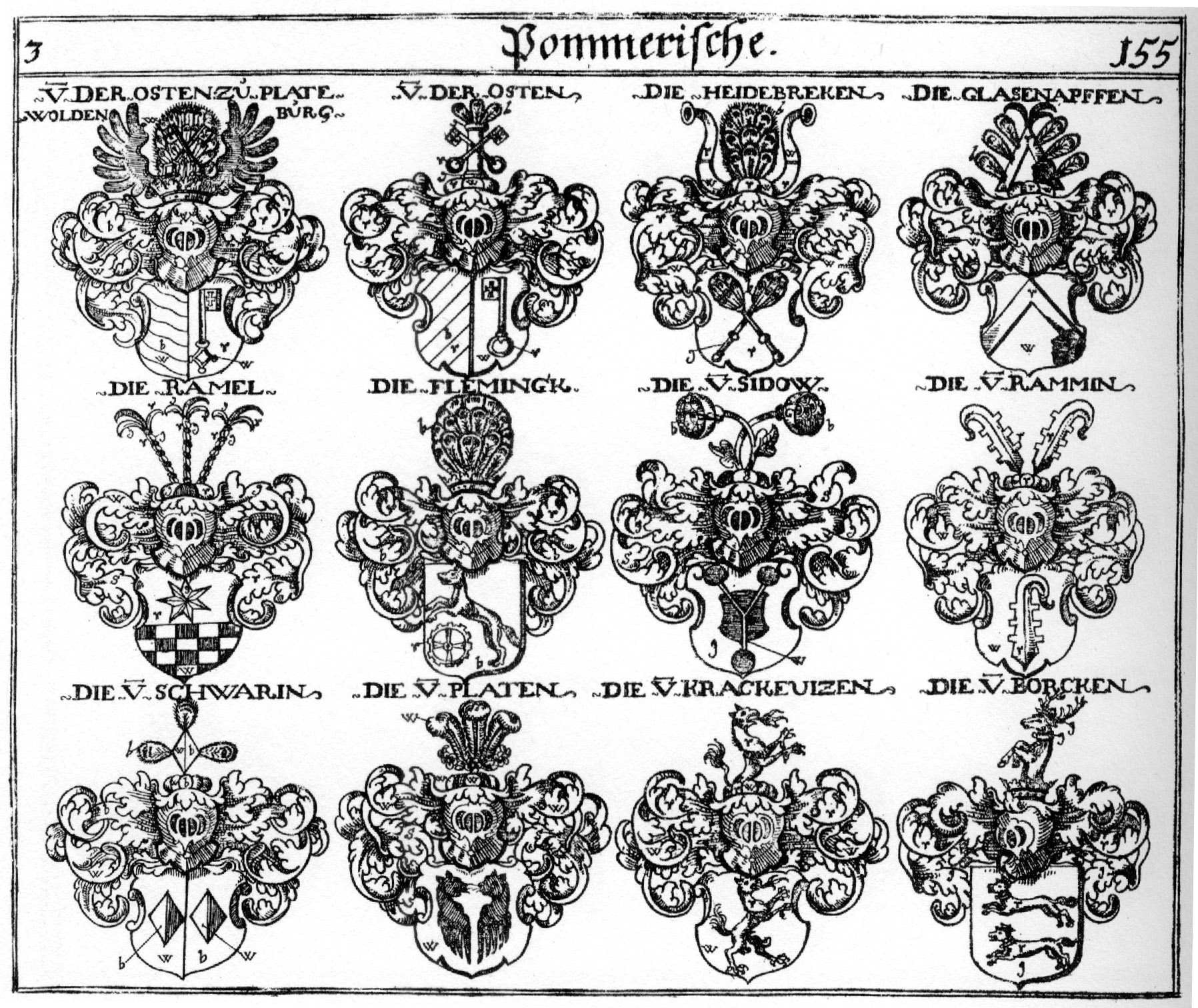
Vapensköldar och äldre namnformer för några av de uradliga adelsätterna Ramel, Flemming, von Sydow, von Schwerin, von Platen med flera

Riddarhuset för Pommern och Rügen var ett svenskt riddarhus för Svenska Pommerns ridderskap i Greifswald i Tyskland, grundat 1806 av svenske kungen Gustav IV Adolf och aktivt fram till att Sverige avträdde Svenska Pommern, först vid Freden i Kiel 1814 och fullständigt vid Wienkongressen 1815.

## Lantdagen i Greifswald 1806
Riddarhuset i Pommern grundades i samband med lantdagen i Greifswald 4-8 augusti 1806, varunder ridderskapet i Svenska Pommern samlades i en byggnad vid Greifswalds universitet, ledda av sin valda lantmarskalk (adelståndets talman) Jacob De la Gardie (1768–1842). Tidigare var lantmarskalkämbetet ärftligt inom Pommerns ridderskap. Den Pommerska adeln representerades under denna lantdag av 130 adelsätter.

## Ridderskapet i Svenska Pommern
Adeln inom detta riddarhus delades in i tre klasser. Den första klassen representerades av 18 grevliga och friherrliga ätter, den andra klassen representerades av 32 ätter från 1600 adliga familjer, och resten av deltagande ätter representerade den tredje klassen. 

### Naturaliserade ätter på Riddarhuset i Pommern och Rügen
Begränsat urval av adliga ätter som introducerades på Pommerns Riddarhus efter dess grundande 1806 och fram till att Sverige avträdde Svenska Pommern år 1815. 
- von Braun
- Flemming
- Kuylenstierna
- von Platen
- Putbus
- Ramel
- von Schwerin
- von Sydow
- von Qvillfelt